# والتر پلانکت
والتر پلانکت (انگلیسی: Walter Plunkett؛ ۵ ژوئن ۱۹۰۲ – ۸ مارس ۱۹۸۲) یک طراح صحنه و لباس اهل ایالات متحده آمریکا بود.